# Démographie du département des Vosges
La démographie du département des Vosges est caractérisée par une faible densité et une population relativement stagnante depuis les années 1900.
Avec ses 358 700 habitants en 2022, le département français des Vosges se situe en 66e position sur le plan national.
En six ans, de 2015 à 2021, sa population a diminué de près de 11 350 unités, c'est-à-dire de plus ou moins 1 890 personnes par an. Mais cette variation est différenciée selon les 507 communes que comporte le département.
La densité de population du département des Vosges, 61,1 habitants par kilomètre carré en 2022, est deux fois inférieure à celle de la France entière qui est de 107,1 hab./km2 pour la même année.

## Évolution démographique du département des Vosges
Le département a été créé par décret du 4 mars 1790. Il comporte alors neuf districts (Épinal, Saint-Dié, Remiremont, Mirecourt, Neufchâteau, Bruyères, Darney, Rambervillers, Lamarche) et 60 cantons. Le premier recensement sera réalisé en 1801 et ce dénombrement, reconduit tous les cinq ans à partir de 1821, permettra de connaître plus précisément l'évolution des territoires.
Avec 397 987 habitants en 1831, le département représente 1,22 % de la population française, qui est alors de 32 569 000 habitants. De 1831 à 1866, il va gagner 21 011 habitants, soit une augmentation de 0,15 % moyen par an, égal au taux d'accroissement national de 0,48 % sur cette même période.
L'évolution démographique entre la guerre franco-allemande de 1870 et la Première Guerre mondiale est beaucoup plus faible qu'au niveau national. Sur cette période, la population ne s'accroît que de 40 926 habitants, soit un accroissement de 10,41 % similaire au niveau national (10 %). La population perd ensuite 1,76 % pendant la période de l'entre-deux guerres courant de 1921 à 1936 parallèlement à une croissance au niveau national de 6,9 %.
À l'instar des autres départements français, les Vosges vont ensuite connaître un essor démographique après la Seconde Guerre mondiale, mais beaucoup plus faible. 
En 2022, le département comptait 358 700 habitants, en évolution de −2,96 % par rapport à 2016 (France hors Mayotte : +2,11 %).
| 1791 | 1801    | 1806    | 1821 | 1826 | 1831    | 1836    | 1841    | 1846 |
| ---- | ------- | ------- | ---- | ---- | ------- | ------- | ------- | ---- |
| -    | 308 920 | 334 169 | -    | -    | 397 987 | 411 034 | 419 992 | -    |

| 1851    | 1856    | 1861    | 1866    | 1872    | 1876    | 1881    | 1886    | 1891    |
| ------- | ------- | ------- | ------- | ------- | ------- | ------- | ------- | ------- |
| 427 409 | 405 708 | 415 485 | 418 998 | 392 988 | 407 082 | 406 862 | 413 707 | 410 196 |

| 1896    | 1901    | 1906    | 1911    | 1921    | 1926    | 1931    | 1936    | 1946    |
| ------- | ------- | ------- | ------- | ------- | ------- | ------- | ------- | ------- |
| 421 412 | 421 104 | 429 812 | 433 914 | 383 684 | 382 100 | 377 980 | 376 926 | 342 315 |

| 1954    | 1962    | 1968    | 1975    | 1982    | 1990    | 1999    | 2006    | 2011    |
| ------- | ------- | ------- | ------- | ------- | ------- | ------- | ------- | ------- |
| 372 523 | 380 676 | 388 201 | 397 957 | 395 769 | 386 258 | 380 952 | 379 975 | 378 830 |

| 2016    | 2021    | 2022    | - | - | - | - | - | - |
| ------- | ------- | ------- | - | - | - | - | - | - |
| 369 641 | 360 673 | 358 700 | - | - | - | - | - | - |

## Population par divisions administratives

### Arrondissements
Le département des Vosges comporte trois arrondissements. La population se concentre principalement sur l'arrondissement d'Épinal, qui recense 52 % de la population totale du département en 2022, avec une densité de 84,8 hab./km2, contre 28 % pour l'arrondissement de Saint-Dié-des-Vosges et 19 % pour celui de Neufchâteau.
| Arrondissement       | Population(2022) | Variation(2022/2016)                       | Superficie(km2) | Densité(hab./km2) |
| -------------------- | ---------------- | ------------------------------------------ | --------------- | ----------------- |
| Épinal               | 187 306          | en évolution de −12,6 % par rapport à 2016 | 2 209,65        | 84,8              |
| Saint-Dié-des-Vosges | 101 522          | en évolution de +12 % par rapport à 2016   | 1 372,97        | 73,9              |
| Neufchâteau          | 69 872           | en évolution de +8,03 % par rapport à 2016 | 2 291,16        | 30,5              |
| Source : Insee.      |                  |                                            |                 |                   |

### Communes de plus de5 000 habitants

Variation de la population par commune entre 2010 et 2015.
aucune donnée
inférieur à -1000 habitants.
entre -999 et -100 habitants.
entre -99 et -10 habitants.
entre -9 et -1 habitants.
population constante.
entre +1 et +9 habitants.
entre +10 et +99 habitants.
entre +100 et +999 habitants.
supérieur à +1000 habitants.

Sur les 507 communes que comprend le département des Vosges, 39 ont en 2021 une population municipale supérieure à 2 000 habitants, neuf ont plus de 5 000 habitants et deux ont plus de 10 000 habitants : Épinal et Saint-Dié-des-Vosges.
Les évolutions respectives des communes de plus de 5 000 habitants sont présentées dans le tableau ci-après.
| Commune              | Population(2022) | Variation(2022/2016)                       | Superficie(km2) | Densité(hab./km2) |
| -------------------- | ---------------- | ------------------------------------------ | --------------- | ----------------- |
| Épinal               | 32 296           | en évolution de +2,34 % par rapport à 2016 | 59,24           | 545,2             |
| Saint-Dié-des-Vosges | 19 324           | en évolution de −2,15 % par rapport à 2016 | 46,15           | 418,7             |
| Golbey               | 8 827            | en évolution de +2,57 % par rapport à 2016 | 9,49            | 930,1             |
| Thaon-les-Vosges     | 8 433            | en évolution de −6,64 % par rapport à 2016 | 28,37           | 297,3             |
| Gérardmer            | 7 685            | en évolution de −5,51 % par rapport à 2016 | 54,78           | 140,3             |
| Remiremont           | 7 500            | en évolution de −2,95 % par rapport à 2016 | 18              | 416,7             |
| Neufchâteau          | 6 813            | en évolution de +2,62 % par rapport à 2016 | 31,94           | 213,3             |
| Raon-l'Étape         | 6 011            | en évolution de −6,46 % par rapport à 2016 | 23,71           | 253,5             |
| Rambervillers        | 5 032            | en évolution de −4,81 % par rapport à 2016 | 20,64           | 243,8             |
| Source : Insee.      |                  |                                            |                 |                   |

## Structures des variations de population

### Soldes naturels et migratoires depuis 1968
La variation moyenne annuelle est baisse depuis les années 1970, passant de 0,4 à −0,5 %.
Le solde naturel annuel qui est la différence entre le nombre de naissances et le nombre de décès enregistrés au cours d'une même année, a baissé, passant de 0,6 à −0,3 %. La baisse du taux de natalité, qui passe de 17,3 à 8,8 ‰ n'est en fait pas compensée par une hausse du taux de mortalité de 11,3 à 12,1 ‰.
Le flux migratoire reste négatif et régresse sur la période courant de 1968 à 2015. Le taux annuel passe de −0,2 à −0,4 %, avant de remonter à -0,2 % sur période 2015-2021. 
| Indicateurs démographiques                       | 1968 à1975 | 1975 à1982 | 1982 à1990 | 1990 à1999 | 1999 à2010 | 2010 à2015 | 2015 à2021 |
| ------------------------------------------------ | ---------- | ---------- | ---------- | ---------- | ---------- | ---------- | ---------- |
| Variation annuelle moyenne de la population en % | 0,4        | -0,1       | -0,3       | -0,2       | -0,0       | -0,4       | -0,5       |
| - due au solde naturel en %                      | 0,6        | 0,4        | 0,3        | 0,2        | 0,1        | -0,1       | -0,3       |
| - due au solde apparent des entrées sorties en % | -0,2       | -0,4       | -0,6       | -0,3       | -0,1       | -0,4       | -0,2       |
| Taux de natalité en ‰                            | 17,3       | 14,7       | 13,7       | 12,2       | 11,5       | 10,2       | 8,8        |
| Taux de mortalité en ‰                           | 11,3       | 11,1       | 10,8       | 10,3       | 10,3       | 10,7       | 12,1       |
| Source : Insee.                                  |            |            |            |            |            |            |            |

### Mouvements naturels sur la période 2014-2022
En 2014, 3 679 naissances ont été dénombrées contre 4 068 décès. Le nombre annuel des naissances a diminué depuis cette date, passant à 2 907 en 2022, indépendamment à une augmentation, mais relativement faible, du nombre de décès, avec 4 666 en 2022. Le solde naturel est ainsi négatif et diminue, passant de -389 à −1 759.
Le graphique qui aurait dû être présenté ici ne peut pas être affiché car il utilise l'ancienne extension Graph, désactivée pour des questions de sécurité. Des indications pour créer un nouveau graphique avec la nouvelle extension Chart sont disponibles ici.

## Densité de population
La densité de population est en légère baisse depuis 1968, en cohérence avec la baisse de la population.
En 2021, la densité était de 61,4 hab./km2.
| 1968 |  | 66.1 |  |

| 1975 |  | 67.8 |  |

| 1982 |  | 67.4 |  |

| 1990 |  | 65.8 |  |

| 1999 |  | 64.9 |  |

| 2010 |  | 64.6 |  |

| 2015 |  | 63.3 |  |

| 2021 |  | 61.4 |  |

## Répartition par sexes et tranches d'âges
La population du département est plus âgée qu'au niveau national.
En 2021, le taux de personnes d'un âge inférieur à 30 ans s'élève à 30,5 %, soit en dessous de la moyenne nationale (35,1 %). À l'inverse, le taux de personnes d'âge supérieur à 60 ans est de 32,2 % la même année, alors qu'il est de 26,6 % au niveau national.
En 2021, le département comptait 175 953 hommes pour 184 720 femmes, soit un taux de 51,22 % de femmes, légèrement inférieur au taux national (51,61 %).
Les pyramides des âges du département et de la France s'établissent comme suit.
| Hommes | Classe d’âge | Femmes |
| ------ | ------------ | ------ |
| 0,8    | 90 ou +      | 2,3    |
| 8,1    | 75-89 ans    | 11,6   |
| 20,5   | 60-74 ans    | 21     |
| 21,1   | 45-59 ans    | 20,4   |
| 16,9   | 30-44 ans    | 16,2   |
| 16     | 15-29 ans    | 13,7   |
| 16,5   | 0-14 ans     | 14,9   |

| Hommes | Classe d’âge | Femmes |
| ------ | ------------ | ------ |
| 0,7    | 90 ou +      | 1,9    |
| 7,0    | 75-89 ans    | 9,5    |
| 16,6   | 60-74 ans    | 17,5   |
| 20,0   | 45-59 ans    | 19,5   |
| 18,8   | 30-44 ans    | 18,3   |
| 18,3   | 15-29 ans    | 16,7   |
| 18,6   | 0-14 ans     | 16,7   |

## Répartition par catégories socioprofessionnelles
La catégorie socioprofessionnelle des retraités est surreprésentée par rapport au niveau national. Avec 33,6 % en 2021, elle est 6,8 points au-dessus du taux national (26,8 %). La catégorie socioprofessionnelle des cadres et professions intellectuelles supérieures est quant à elle sous-représentée par rapport au niveau national. Avec 4,9 % en 2021, elle est 5,2 points en dessous du taux national (10,1 %).
| Catégorie socioprofessionnelle                    | 2015    | 2015 | 2021    | 2021 | Détails de l'année 2021 | Détails de l'année 2021 | Détails de l'année 2021            | Détails de l'année 2021            | Détails de l'année 2021            |
| Catégorie socioprofessionnelle                    | Nb      | %    | Nb      | %    | Hommes                  | Femmes                  | Part en % de la population âgée de | Part en % de la population âgée de | Part en % de la population âgée de |
| Catégorie socioprofessionnelle                    | Nb      | %    | Nb      | %    | Hommes                  | Femmes                  | 15 à 24 ans                        | 25 à 54 ans                        | 55 ans ou +                        |
| ------------------------------------------------- | ------- | ---- | ------- | ---- | ----------------------- | ----------------------- | ---------------------------------- | ---------------------------------- | ---------------------------------- |
| Agriculteurs exploitants                          | 3 101   | 1,0  | 2 805   | 0,9  | 2 034                   | 771                     | 0,2                                | 1,5                                | 0,6                                |
| Artisans, commerçants, chefs d'entreprise         | 11 330  | 3,7  | 11 394  | 3,7  | 8 060                   | 3 334                   | 0,9                                | 6,3                                | 2,2                                |
| Cadres et professions intellectuelles supérieures | 14 321  | 4,6  | 15 038  | 4,9  | 8 555                   | 6 483                   | 1,0                                | 8,9                                | 2,5                                |
| Professions intermédiaires                        | 36 449  | 11,8 | 37 653  | 12,4 | 17 844                  | 19 809                  | 8,0                                | 22,8                               | 4,4                                |
| Employés                                          | 49 891  | 16,1 | 46 201  | 15,2 | 10 348                  | 35 852                  | 16,6                               | 25,2                               | 6,1                                |
| Ouvriers                                          | 50 691  | 16,4 | 46 464  | 15,3 | 36 495                  | 9 969                   | 17,9                               | 25,4                               | 5,8                                |
| Retraités                                         | 100 748 | 32,6 | 102 377 | 33,6 | 47 203                  | 55 174                  | 0,0                                | 0,2                                | 71,1                               |
| Autres personnes sans activité professionnelle    | 42 535  | 13,8 | 42 413  | 13,9 | 16 390                  | 26 024                  | 55,3                               | 9,6                                | 7,1                                |
| Ensemble                                          | 309 067 | 100  | 304 346 | 100  | 146 930                 | 157 416                 | 100                                | 100                                | 100                                |
| Sources : Insee,.                                 |         |      |         |      |                         |                         |                                    |                                    |                                    |